# Hangay Zoltán (történész)
Hangay Zoltán (Budapest, 1935. május 9.–2024. március 17.) magyar történész, nyelvész, pedagógus, egyetemi tanár.

## Élete
1957–1961 között az ELTE Bölcsészettudományi Kar hallgatója volt.
1961–1978 között a Közgazdasági (Közlekedési) Technikum illetve Szakközépiskola oktatója volt. 1978 óta a Budapesti Tanítóképző Főiskola magyar nyelvi és irodalmi tanszékén oktató, 1997–2000 között tanszékvezető, 1989–2005 között főiskolai tanár. 2001 óta a Pázmány Péter Katolikus Egyetem tanára is. 2005-ben nyugdíjba vonult.

## Művei

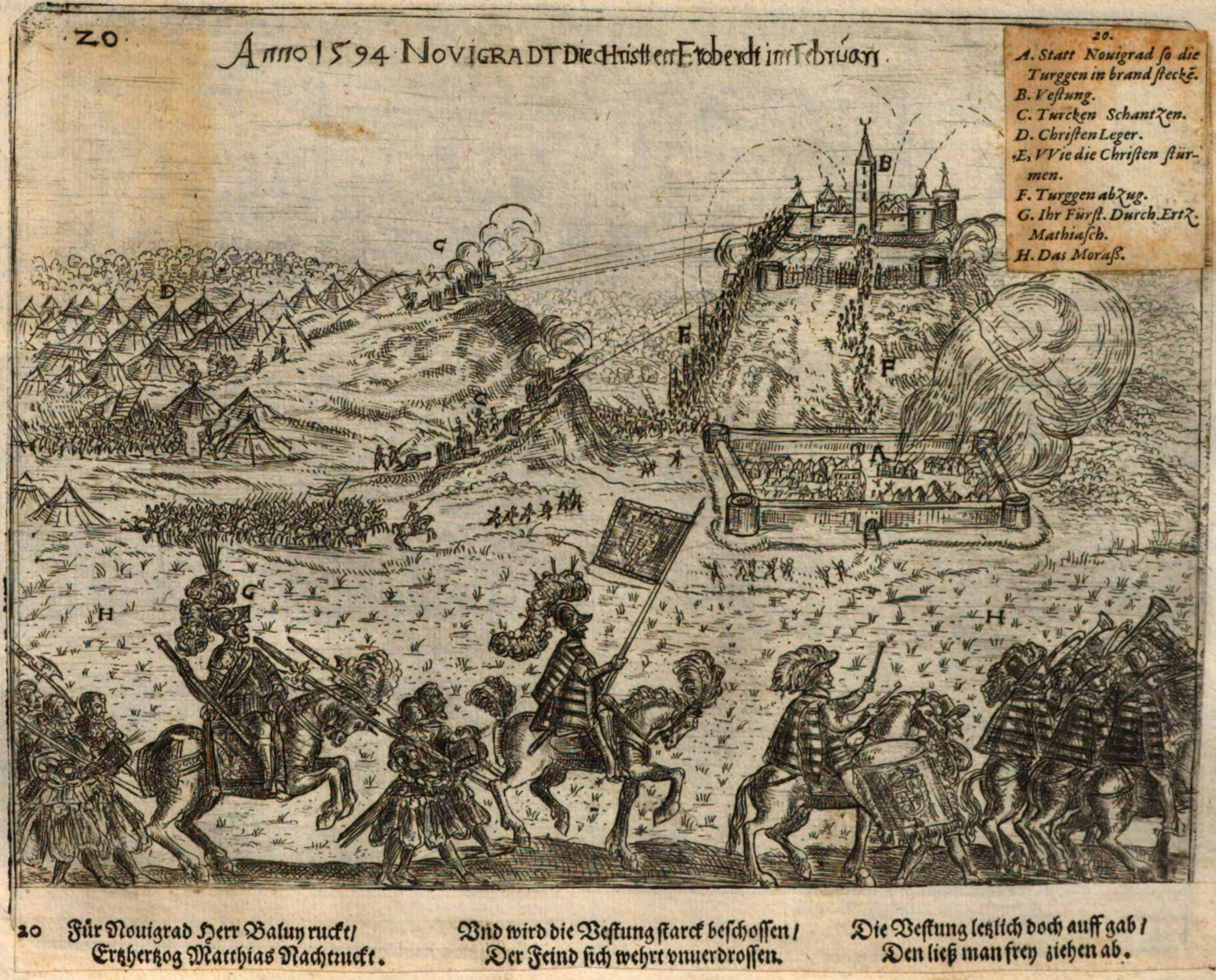
Egy kép az Erdély választott fejedelme: Rákóczi Zsigmond című könyvéből

- Magyar nyelvészeti szöveggyűjtemény (szerkesztő, 1983)
- Erdély választott fejedelme: Rákóczi Zsigmond (1987)
- 19 történelmi arckép a 19. század magyar történelméből (1991)
- A pápák könyve. A római pápák Szent Pétertől II. János Pálig; Trezor, Bp., 1991
- A magyar nyelv könyve (társszerző, 1991)
- 19 történelmi arckép a 19. század magyar történelméből; Trezor, Bp., 1991
- Nyelvi elemzések kézikönyve (társszerző, 1995)
- Magyar nyelv a gimnáziumok 9-12. osztálya számára (2001–2005)
- Szófajtani elemzések (társszerző, 2003)
- Magyar nyelv a gimnáziumok 12. osztálya számára; Konsept-H, Piliscsaba, 2006
- Magyar nyelv a gimnáziumok 11. osztálya számára; Konsept-H, Piliscsaba, 2004
- Rákóczi Zsigmond kora társadalmában. Kandidátusi értekezés; Fapadoskonyv.hu, Bp., 2011
- A közép- és kelet-európai térség történelmi alakulása 1-2.; Fapadoskonyv.hu, Bp., 2014

## Külső hivatkozások
- Hangay Zoltán életrajza a Napkút Kiadó honlapján